# Anna Kanopátskaya
Anna Kanopátskaya (en bielorruso: Ганна Анатольеўна Канапацкая, en ruso: А́нна Анато́льевна Канопа́цкая, nacida el 29 de octubre de 1976) es una política, exdiputada, abogada, empresaria bielorrusa y candidata a las elecciones presidenciales bielorrusas de 2020 y 2025. También fue parlamentaria, militando en el Partido Cívico Unido de Bielorrusia entre 1995 y 2019 y siendo diputada entre 2016 y 2019. Es conocida por su campaña política sobre el llamado a liberar a Bielorrusia de la injerencia rusa.